# Parthiva Sureshwaren
Parthiva Sureshwaren, född 21 februari 1980 i Chennai, är en indisk racerförare.

## Racingkarriär
2001 körde Sureshwaren i den nationella klassen i Brittiska Formel 3. Han slutade där mitt i tabellen på en elfteplats. Året efter korsade han Atlanten och körde tre tävlingar i Barber Dodge Pro Series. 2007 körde han i Formula Renault V6 Asia Championship, där han tog två pallplatser och slutade åtta totalt. Han gjorde även ett inhopp i A1 Grand Prix för A1 Team India. 2008 gjorde han ännu ett inhopp i A1 Grand Prix, då Narain Karthikeyan hade skadat sig. Efter ett års uppehåll började Sureshwaren tävla i FIA Formula Two Championship och körde tolv av de arton racen. Totalt slutade han som 21:a med ett poäng. Han fortsätter ett andra år i mästerskapet 2011.
| År                                               | Klass/Mästerskap                               | Team                               | Bil                       | Totalt/poäng   | Bästa placering                |
| ------------------------------------------------ | ---------------------------------------------- | ---------------------------------- | ------------------------- | -------------- | ------------------------------ |
| 2001                                             | Brittiska F3-mästerskapet - Nationella klassen | ME Motorsport                      | Dallara 398 (Mugen Honda) | 11:a/49p       | ?                              |
| 2002                                             | Barber Dodge Pro Series                        | ?                                  | Reynard 98E (Dodge)       | 26:a/5p        | ?                              |
| 2006/2007                                        | A1 Grand Prix                                  | A1 Team India                      | Lola B05/52 (Zytek)       | 16:e/13p       | 16:e på Eastern Creek (Race 2) |
| 2007                                             | Formula Renault V6 Asia Championship           | Eurasia Motorsport                 | ?                         | 8:a/36p        | 2:a på Sepang (Race 2)         |
| 2007/2008                                        | A1 Grand Prix                                  | A1 Team India                      | Lola B05/52 (Zytek)       | 10:a/61p       | 17:e i Durban (Race 1)         |
| 2010                                             | FIA Formula Two Championship                   | Indigo / Ice Blue (huvudsponsorer) | Williams JPH1B F2 (Audi)  | 21:a/1p        | 10:a på Monza (Race 2)         |
| 2011                                             | FIA Formula Two Championship                   |                                    | Williams JPH1B F2 (Audi)  | säsongen pågår | säsongen pågår                 |
| Senast uppdaterad: 2011-05-07 (4989 dagar sedan) |                                                |                                    |                           |                |                                |